# Расничка река
Расничка река једна од најважнијих левих притока Нишаве, дужине 22,9 km, и речног слива површине 218,94 km². Она у ширем смислу припада сливу реке Нишаве, односно Јужне Мораве, затим Велике Мораве, па самим тим и црноморском сливу. Административно припада граду Пироту у Пиротском округу. 

## Називи реке
На свом току река има више назива, у зависности од села кроз које протиче. 
На око 1,4 км пре уливања у Нишаву спаја се са реком Рогоз и чини реку Бистрицу која се низводно улива у Нишаву.

## Географске одлике

### Извориште
Расничка река извире на северним падинама Тумбе, на развођу са Кусовранском реком у сливу Јерме на 937 метара надморске висине. Изворишну челенку формира већи број периодичних токова, чијим спајањем настаје Камичка река која се може рачунати као изворишни крак Расничке реке.
Извори се јављају у девонском флишу, док источно од Камичке реке Церевска река свој ток формира углавном у пермским пешчарима. Речни токови одликују се знатним падом, а долинске стране су стрме и нарочито у сливу Камичке реке обрасле шумском вегетацијом. У горњем току долина Церевске реке је проширена и нарочито на десној долинској страни искоришћена за пољопривредну производњу.

Северно од кречњачког узвишења Градишта, Камичка и Церевска река се спајају и пробијају уском клисурастом долином кроз титонске лапоровите кречњаке. У клисури нагиб речног корита је велики, а бројни су слапови и брзаци. Код села Камика река излази из клисуре и у конгломератима и пешчарима кредне старости шири своју долину. Изнад села издиже се литица гребена изграђеног од баремских спрудних кречњака. Више кратких токова који извиру у подножју литице образовало је амфитеатрално удубљење у коме је смештено село Камик. Најјачи је извор Корита.

### Слив
Периодични токови чине око 60% укупне дужине речних токова. Слив Расничке реке има јако изражен амфитеатралан облик, а коефицијент пуноће слива је после Топлодолске реке највећи у сливу Нишаве. 
Две највеће притоке које одводњавају значајну површину слива Расничке реке су:
Присјанска река (са леве стране) — која извире западно од села Пасјача и не треба је мешати са истоименом реком која извире источно од села и притока је Присјанске реке.
Рогоз (са десне долинске стране) — која извире код села Петровца на граници са сливом Јерме одакле има правац тока готово паралелан са Нишавом од чије је долине одвојен јако ниским развођем.

#### Спајање у Бистрицу
Спаја се са реком Рогоз у Бистрицу, на територији Пирота. Бистрица се улива у Нишаву на 105. речном километру, на надморској висини од 360 m. Густина речне мреже од 1,04 km/km³ је испод просека за слив Нишаве и јако се разликује у појединим деловима слива.

## Расничка врела
У најужем делу клисуре Расничке реке лоцирана су прва два извора. Хладна вода „кључајући” избија из стена и након само неколико метара улива се у ток реке. 
Укупна издашност свих крашких врела у долини Расничке реке износи око 30 л/сек. Извори упијају воду која понире у долинама Присјанске реке и Сињеглавског потока, односно Ропотске реке. Споја ових речних долина налази се на неких 1,5 km од села.